# Carita Nyström
Fanny Carita Kristina Nyström (* 20. Februar 1940 in Vasa; † 12. Oktober 2019 in Korsnäs) war eine finnlandschwedische Schriftstellerin und Feministin.

## Leben
Als Kleinkind wurde die während des Winterkriegs in Vasa (finnisch Vaasa) geborene Carita Nyström nach Schweden evakuiert, ein mit vielen anderen finnischen Kindern geteiltes Schicksal, das Nyström später in ihrem Roman Den förvandlade gatan (1991, deutsch „Die verwandelte Straße“) verarbeitet. Nach dem Abitur studierte sie in Helsingfors (Helsinki) u. a. Schwedische Literatur und Nordische Philologie. Nach ihrem Abschluss als Bachelor (in Finnland filosofie kandidat) 1968, arbeitete sie mehrere Jahre als Forschungsassistentin an der Universität Helsinki sowie als Journalistin für den schwedischsprachigen Kanal des öffentlich-rechtlichen Radios Yle. Zwischen 1974 und 1978 arbeitete sie als Studienrektorin (schwedisch studierektor) zusammen mit Birgitta Boucht beim finnischen Verband für Volksbildung (schwedisch Folkets bildningsförbund).
In den frühen 1980er Jahren zog sie zu ihrem Mann, dem Schriftsteller Erik Ågren, nach Korsnäs, wo sie bis zu ihrem Tod lebte und arbeitete. Sie hat ein Kind.

## Werk
Nyström spielte eine zentrale Rolle zu Beginn der linksintellektuellen feministischen Bewegung in Finnland. 1973 war sie an der Gründung einer der ersten feministischen Organisationen in Helsingfors, der finnlandschwedischen „Marxisten-Feministen“ (schwedisch Marxist-feminister eller MF-gruppen), beteiligt. Zur Gruppe gehörten Birgitta Boucht, Gerd Söderholm, Gun Wasenius und Margareta Thun. 1975 erschien ihr und Birgitta Bouchts Buch Denna värld är vår! Handbok i systerskap (deutsch etwa „Diese Welt ist unsere! Handbuch in Schwesternschaft“) das heute als eine Meilenstein in der Geschichte des finnlandschwedischen Feminismus betrachtet wird. Nyströms feministisches Engagement tritt auch in ihren später herausgegebenen Gedichtsammlungen hervor.
Neben ihrer eigenen Autorenschaft, für die sie 1997 mit dem Choraeus-Preis geehrt wurde, spielte Nyström eine wichtige Rolle für die Förderung der finnlandschwedischen Literatur. Sie unterrichtete kreatives Schreiben an verschiedenen Orten in Svenskfinland. und gründete 1984, gemeinsam mit ihrem Mann, den alternativen Buchverlag Hantverk (deutsch „Handwerk“). Von 1991 bis 1993 wirkte sie als offizielle „Landschaftskünstlerin für Literatur in Österbotten“ (schwedisch Österbottnisk länskonstnär i litteratur).
Janne Wass, Chefredakteur der linken schwedischsprachigen Zeitschrift Ny tid, beschreibt Carita Nyström in seinem Nachruf als „Arbeitspferd im Dienste des Wortes, der Sprache, des Feminismus und des Friedens“ (schwedisch arbetshäst i ordets, språkets, feminismens och fredens tjänst) beschrieben.

## Werke (Auswahl)
- 1975 Denna värld är vår! Handbok i systerskap (zus. mit Birgitta Boucht)
- 1978 Ur moderlivet: Dikter om havandeskap och samhälle
- 1982 Återväxt: Tankar kring reproduktion
- 1984 Två berättare: Olof Granholm och Erik Ågren (zus. mit Anna-Lisa Sahlström und Gösta Ågren)
- 1984 Huset i rymden: Dikter
- 1989 Vargloven: Dikter
- 1991 Den förvandlade gatan: Roman
- 1996 Galningen i trädgården och andra berättelser
- 1999 Att öppna en bok: Essäer
- 2001 Brev från en by i Europa
- 2009 Sju berättelser från sextiotalet
- 2013 Det börjar alltid med ett frö: Trädgårdshistorier
- 2016 Minnets labyrint: Dikter

### Nachschlagewerke
- Gustaf Widén: Nyström, Carita. In: Uppslagsverket Finland. 22. August 2020 (schwedisch, uppslagsverket.fi).

### Sekundärliteratur
- Pia Ingström: Den flygande feministen och andra minnen från 70-talet. Schildts förlag, 2007, ISBN 978-951-50-1676-8.
- Merete Mazzarella: Den kvinnomedvetna prosan efter 1970. Hrsg.: Sven Linnér. Från dagdrivare till feminister, 1986 (schwedisch).
- Ann-Christine Snickars: Kroppen och rörelsen : tjugofem år av Carita Nyströms författarskap. In: Astra nova. Nr. 2, 2000 (schwedisch).